# Вивентиол Лионский
Вивентиол Лионский (фр. Viventiole; 460—12 июля 524) — епископ Лионский (514—524), раннехристианский католический святой. Память 12 июля (по григорианскому календарю).

## Биография
Сын Аквилина, брат святого Рустика. Вначале был монахом в Кондатском монастыре в местечке Сент-Уайен (фр. Saint-Oyend) (в настоящее время — Сен-Клод), затем стал епископом Лионским.
Известно послание святого Вивентиола устроителям Эпонского собора 517 года:

«Позволяем присутствовать мирянам с тем, чтобы и народ мог засвидетельствовать те вещи, которые должны быть определены одними епископами».